# Heartline
«Heartline» (с англ. — «Линия сердца») — сингл британского исполнителя Крейга Дэвида. Он был написан Дэвидом, Джонасом Блу и Сэмом Романсом и спродюсирована Блу для его седьмого студийного альбома The Time Is Now (2018). Песня была выпущена в качестве первого сингла с альбома 14 сентября 2017 года.

## История создания
15 сентября 2017 года Дэвид анонсировал «Heartline» как заглавный сингл со своего грядущего седьмого студийного альбома The Time Is Now, который должен был выйти 26 января 2018 года. «Heartline» — это R&B песня с элементами электронной музыки и «яркой» мелодией, как и его предыдущий сингл «Ain’t Giving Up».

## Клип
Музыкальное видео на эту песню было опубликовано на официальном YouTube канале Дэвида 18 октября 2017 года. Режиссёр Чарли Сарсфилд снял его на Ибице.

## Хит-парады
| Хит-парад (2017)                           | Позиция |
| ------------------------------------------ | ------- |
| Бельгия/Фландрия (Ultratip Bubbling Under) | 32      |
| Ирландия (IRMA)                            | 85      |
| Шотландия (OCC Scotland)                   | 15      |
| Великобритания (OCC UK Singles)            | 24      |

## Сертификация
| Регион                                                                      | Сертификация | Продажи |
| --------------------------------------------------------------------------- | ------------ | ------- |
| Великобритания (BPI)                                                        | Золотой      | 400 000 |
| Данные о продажах + прослушиваниях приведены только на основе сертификации. |              |         |

## Хронология выхода
| Страна         | Дата             | Формат              | Лейбл         | Ref.  |
| -------------- | ---------------- | ------------------- | ------------- | ----- |
| Великобритания | 14 сентября 2017 | CD digital download | Insanity Sony | [ 6 ] |